# RK Celje
Der Rokometni Klub Celje (deutsch Handballklub Celje) ist ein Handballverein aus der slowenischen Stadt Celje. 2023 gewann die Männermannschaft zum 26. Mal in der Vereinsgeschichte die slowenische Meisterschaft. Die Heimspielstätte ist seit 2003 die Zlatorog Arena mit 5191 Plätzen.

## Geschichte

### Jugoslawien
Der RK Celje wurde im Jahr 1946 gegründet. 1949 gewann man die Meisterschaft der slowenischen Republik im Feldhandball. Ein Jahr später nahm man an der Feldhandballmeisterschaft Jugoslawiens teil. Das erste Spiel im Hallenhandball folgte 1951. 1965 gewann Celje den slowenischen Pokal und 1966 die slowenische Meisterschaft. Anschließend spielte die Mannschaft erstmals in der jugoslawischen Bundesliga. Mit Jure Koren stellte Celje 1969 erstmals einen Spieler zur jugoslawischen Nationalmannschaft ab.
1976 wurde die Sporthalle Golovec eröffnet. Im selben Jahr erreicht man zum ersten Mal das Finale im jugoslawischen Pokal. Wie auch die beiden weiteren Male 1978 und 1980 ging das Endspiel verloren. In der Folge steigt die Mannschaft mehrfach aus der jugoslawischen Bundesliga ab und wieder auf.

### Slowenien

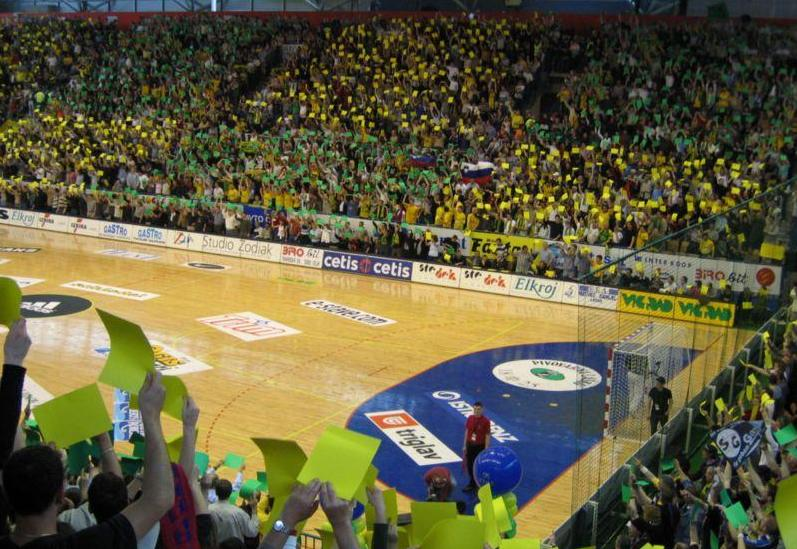
Atmosphäre in der Zlatorog Arena

Der Verein entwickelte sich in den Jahren nach der Unabhängigkeit Sloweniens zum stärksten Verein des Landes und in der Folge zu einer der Topadressen im europäischen Handball. Zum ersten Mal international spielte man in der Saison 1993/94. Dort erreichte der Verein die Gruppenphase der EHF Champions League und schied dort als letzter der Gruppe aus. Ein Jahr später schied man im Achtelfinale gegen KC Veszprém aus. Zur Saison 1995/96 schied man im Viertelfinale gegen RK Zagreb aus. In den Jahren 1997 bis 2001 erreichte man immer das Halbfinale in der Champions League und scheiterte jedes Mal. Drei Mal davon musste man sich dem FC Barcelona geschlagen geben. In der Saison 2001/02 scheiterte man im Viertelfinale am späteren Sieger, dem SC Magdeburg. Eine Saison später nahm man am Europapokal der Pokalsieger teil, wo man im Halbfinale gegen BM Ciudad Real verlor. Die Saison 2003/04 ist die international erfolgreichste Saison des Vereins. Man gewann das Champions-League-Finale gegen die SG Flensburg-Handewitt aus Deutschland. Und man nahm zum ersten Mal an der EHF Champions Trophy teil, die man im Finale gegen den THW Kiel mit 30:29 gewann. In der Saison danach scheiterte man wieder am FC Barcelona im Halbfinale. In der Saison 05/06 kam man bis ins Viertelfinale um dann am spanischen Verein BM Ciudad Real zu scheitern. Eine Saison später verlor man schon im Achtelfinale. Man trug auch die Champions Trophy in Celje aus, musste aber den THW Kiel im Finale ziehen lassen. In den Jahren 2008 und 2009 schied man in der Gruppenphase aus. In der Saison 2009/10 spielte man im EHF-Pokal, nachdem man in der Champions-League-Qualifikation an Ademar León und Kadetten Schaffhausen gescheitert war. Das Aus in der Gruppenphase kam in der Saison 2010/11, wo man in einer „Hammergruppe“ mit dem THW Kiel, FC Barcelona, Chambéry Savoie HB, Rhein-Neckar Löwen und Vive Targi Kielce spielte. In der EHF Champions League 2013/14 erreichte man das Achtelfinale, wo man der SG Flensburg-Handewitt unterlag.

## Sponsor
Der Verein tritt seit 1989 unter dem Namen seines Sponsors Pivovarna Laško (eine slowenische Brauerei) an. Zuvor trug er den Beinamen „Aero“.

## Erfolge
- 26 × slowenische Meisterschaft:
1992, 1993, 1994, 1995, 1996, 1997, 1998, 1999, 2000, 2001, 2003, 2004, 2005, 2006, 2007 2008, 2010, 2014, 2015, 2016, 2017, 2018, 2019, 2020, 2022, 2023
- 22 × slowenischer Pokal:
1992, 1993, 1994, 1995, 1996, 1997, 1998, 1999, 2000, 2001, 2004, 2006, 2007, 2010, 2012, 2013, 2014, 2015, 2016, 2017, 2018, 2023
- Sieger der EHF Champions League: 2004

## Bekannte ehemalige Spieler
- Mirko Alilović
- Vlado Bojovič
- Dragan Gajič
- Sjarhej Harbok
- Boštjan Hribar
- Blaž Janc
- Mario Kelentrić
- Eduard Kokscharow
- Miladin Kozlina
- Igor Ljowschin
- Gregor Lorger
- Petar Metličić
- Aleš Pajovič
- Dejan Perić
- Dušan Podpečan
- Carlos Prieto
- Iztok Puc
- Roman Pungartnik
- Rolando Pušnik
- Siarhei Rutenka
- Uroš Šerbec
- Gorazd Škof
- Dragan Škrbić
- Denis Špoljarić
- Rastko Stefanović
- Renato Sulić
- Alem Toskić
- Renato Vugrinec
- Miha Zarabec
- Uroš Zorman

## Bisherige Trainer
- Tone Goršič (1947–1965)
- Petar Perasić (1965–1966)
- Vlado Stenzel (1966–1967)
- Silvo Krelj (1967–1968)
- Zdravko Malić (1968–1969)
- Antun Bašić (1969–1970)
- Zdravko Ačkun (1970–1971)
- Franc Ramskugler (1971–1972)
- Slavko Bambir (1972–1973)
- Franc Ramskugler (1973–1974)
- Željko Seleš (1974–1975)
- unbekannt (1975–1977)
- Slobodan Mišković (1977–1982)
- unbekannt (1982–1984)
- Slavko Bambir (1984–1985)
- Tone Tiselj (1985–1986)
- Slavko Ivezič (1986–1988)
- Ante Kostelić (1988–1990)
- Zdenko Zorko (1990–1990)
- Vedad Ljubuškić (1990–1990)
- Tone Tiselj (1990–1992)
- Josip Šojat (1992–1994)
- Miro Požun (1994–1995)
- Zdravko Zovko (1995–1998)
- Sead Hasanefendić (1998–2000)
- Josip Šojat (2000–2002)
- Miro Požun (2002–2006)
- Kasim Kamenica (2006–2007)
- Slavko Ivezič (2007–2008)
- Tone Tiselj (2008–2010)
- Zvonimir Serdarušić (2010–2010)
- Miro Požun (2010–2011)
- Vladan Matić (2011–2013)
- Branko Tamše (2013–2018)
- Tomaž Ocvirk (2018–2021)
- Luka Žvižej (2021–2021)
- Alem Toskić (2021–2024)
- Klemen Luzar (2024–2024)
- Paulo Pereira (seit 2024)

Quelle